# ジュース・ワールド
ジャラド・アンソニー・ヒギンズ（英: Jarad Anthony Higgins、1998年12月2日 - 2019年12月8日）は、ジュース・ワールド（英: Juice WRLD）の活動名で知られるアメリカ合衆国イリノイ州シカゴ出身のラッパー、シンガーソングライター。2018年の楽曲「Lucid Dreams」の世界的大ヒットで知られており、2010年代後半のエモ・ラップシーンを代表するアーティストの一人である。活動名は2PAC主演の映画である『ジュース』に由来している。

## 来歴

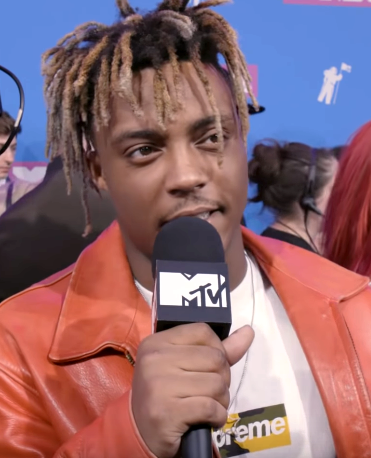
VMAのレッドカーペットでのインタビュー（2018年）

### 生い立ち
1998年12月2日、イリノイ州シカゴで生まれる。幼少期はカルメットパークで過ごし、その後ホームウッドに引っ越した。3歳の時に両親が離婚し、ジュースと兄はシングルマザーの元で育った。母親の影響で4歳の時にピアノを習い、後にレッスンを受けるようになる。その後ギターとドラムを始め、スマートフォンで録音した曲をSoundCloudに投稿するようになった。
2017年6月15日、デビューEP『JuiceWRLD 9 9 9』をリリース、楽曲「Lucid Dreams」が人気を集める。12月、3曲入りのEP『Nothings Different』をリリース。リリカルレモネードなど多くのヒップホップブログで取り上げられ、楽曲「All Girls Are the Same」が人気を博した。
2018年2月、コール・ベネット（Cole Bennett）が監督した「オール・ガールズ・アー・ザ・セイム」のミュージックビデオが公開された。ミュージックビデオの公開後、Interscope Recordsと300万ドルで契約した。5月4日、「Lucid Dreams」が正式にシングルとしてリリースされBillboard Hot 100で最高2位を記録するなど大ヒット、2018年に最もストリーミング再生された曲の1つとなった。
2018年5月23日、デビューアルバム『Goodbye & Good Riddance』をリリースする。10月19日には、フューチャーとのコラボ・ミックステープ『Wrld on Drugs with Future』をリリース。2019年3月8日、2作目のアルバム『Death Race for Love』をリリースし全米1位を記録する。

### 急死
2019年12月8日、ジュースはロサンゼルスのヴァン・ナイズ空港からシカゴのミッドウェイ国際空港に向かうガルフストリーム社のプライベートジェット機（機体番号: N999EH）に搭乗していた。同時に警察は、連邦捜査官からジュースの搭乗したジェット機内に銃と麻薬が積まれているという通報を受け、空港で同機の到着を待っていた。警察は後に同機内で、拳銃3丁と70ポンドのマリファナを発見している。ジュースのマネージメントチームの数人によると、着陸するまでの間に、ジュースが「いくつかの不明な薬」を服用していたと述べている。これは警察が飛行機の荷物を捜索している間、それを隠すために複数のモルヒネ系鎮痛剤であるパーコセット（オキシコドン・アセトアミノフェン）を飲み込んだことだと推測されている。
空港に到着後、ジュースは突然痙攣を始め、口や鼻から血を出し始めたため、オピオイド過剰摂取が疑われ、緊急治療薬であるナロキソンが2度投与された。その後、ジュースはオークローンのアドボケイト・クライスト医療センターに搬送されたが、同日の深夜に死亡が確認された。21歳の誕生日を迎えた6日後のことであった。検死の結果、急性のオキシコドンとアセトアミノフェン中毒（パラセタモール中毒）とコデイン中毒による癲癇発作が死亡の直接的な原因であることが確認された。葬儀は2019年12月13日、イリノイ州ハーベイで行われた。

### 死後
2020年1月22日、ジュース・ワールドの家族と所属レーベルが、亡くなる前までに制作していた音楽をリリースする意向を発表した。7月10日、3作目のアルバム『Legends Never Die』をリリースし全米1位を記録する。
2021年1月15日、コール・ベネットが監督を務め、ジュース・ワールドが死去する前に撮影された、ヤング・サグをフューチャーしたシングル「Bad Boy」のMVがリリカル・レモネードのYouTubeチャンネルにてリリースされた。
2021年12月3日、ジュース・ワールドが死去する前に撮影された、ジャスティン・ビーバーとのコラボ曲『Wandered To LA』がジュース・ワールドのYoutubeチャンネルにてリリースされた。
2024年12月1日、Epic Gamesのバトルロイヤルゲーム「Fortnite」のゲーム内イベント「リミックス・ザ・フィナーレ」にて、ジュース・ワールドが遺した楽曲「Empty Out Your Pockets」が初披露された。また、ゲーム内グラフィックを使用したそのMVがジュース・ワールド公式YouTubeにて公開された。

## 人物

### 私生活
幼少期から10代にかけてヘビードラッグの常用者だった。6年生の頃からリーンを飲み始め、2013年頃にはパーコセット（オキシコドン・アセトアミノフェン）やザナックス（アルプラゾラム）を使用していた。幼い頃から薬物乱用の経歴があり、その経験を公然と語っていた。ジュースの母は、息子が薬物依存症との戦いに加えて、不安や抑うつにも対処していたと述べている。
死亡時には恋人のアリー・ロッティとロサンゼルスに住んでいた。2人は2018年11月にインスタグラムで交際していることを明かした。

## ディスコグラフィ
主なアルバムとミックステープ 
- Goodbye & Good Riddance (2018年)
- Wrld on Drugs (with Future) (2018年)
- Death Race for Love (2019年)
- Legends Never Die (2020年)
- Fighting Demons (2021年)
- The Party Never Ends (2024年)

## 来日公演
- 2018年10月21日 東京 渋谷Harlemにて「SHIBUYA MUSIC SCRAMBLE -渋谷音楽祭2018-」の一環である「HIP HOP DNA: THE LIVE VOL.1」に出演。